# Zacharias Werner

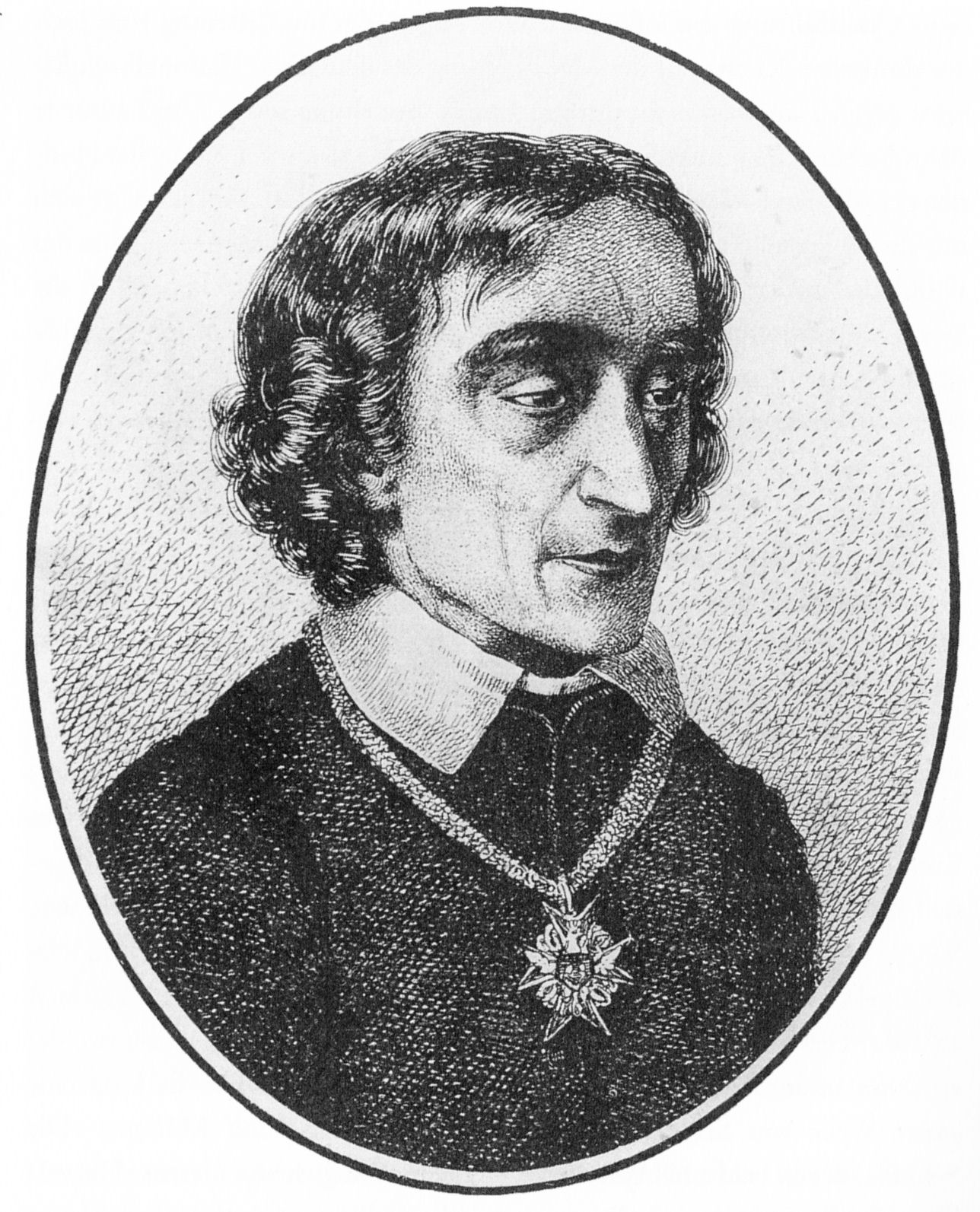
Zacharias Werner door Johann Ender

Friedrich Ludwig Zacharias Werner (Koningsbergen, 18 november 1786 - Wenen, 17 januari 1823) was een Pruisisch dichter, toneelschrijver en priester. 

## Biografie
Zacharias Werner studeerde rechten en was enige tijd actief als Pruisisch staatsambtenaar. Zijn drie huwelijken liepen steeds op de klippen en hierdoor trok hij vanaf 1807 rond. Tijdens zijn rondtrekken kwam hij in contact met Goethe (in Weimar) en Madame de Staël (in Coppet). Hij bekeerde zich tot het katholicisme in 1810 en werd in 1814 tot priester gewijd. Hij werd een gekend kanselredenaar in Wenen. Hij schreef in die tijd ook toneelstukken en gedichten.

## Werken
Zacharias Werner schreef in 1809 het toneelstuk Attila, König der Hunnen en dit vormde de basis voor de opera Attila van Giuseppe Verdi.